# Полевые Яуши
Полевы́е Я́уши (чув. Явăш) — деревня в Комсомольском муниципальном округе Чувашской Республики России. До преобразования в 2022 году Комсомольского района в муниципальный округ входила в состав Альбусь-Сюрбеевского сельского поселения.

## География
Деревня находится в юго-восточной части Чувашии, в пределах Чувашского плато, в зоне хвойно-широколиственных лесов, на правом берегу реки Хундурлы, на расстоянии примерно 7 километров (по прямой) к юго-западу от села Комсомольское, административного центра района. Абсолютная высота — 150 метров над уровнем моря. Расстояние от столицы республики, города Чебоксары, — 130 км, до районного центра — 15 км, до железнодорожной станции — 46 км.
Климат
Климат характеризуется как умеренно континентальный, с морозной снежной зимой и тёплым летом. Среднегодовая температура воздуха — 3,1 °С. Средняя температура воздуха самого тёплого месяца (июля) — 18,7 °C (абсолютный максимум — 37 °C); самого холодного (января) — −13 °C (абсолютный минимум — −49 °C). Безморозный период длится около 142 дней. Среднегодовое количество атмосферных осадков составляет 490 мм, из которых большая часть выпадает в тёплый период. Снежный покров держится в течение 147 дней.
Часовой пояс
Деревня Полевые Яуши, как и вся Чувашия, находится в часовой зоне МСК (московское время). Смещение применяемого времени относительно UTC составляет +3:00.

## История
Деревня основана во 2-й половине XVII века переселенцами из деревни Большие Яуши и села Малые Яуши (ныне Вурнарского муниципального округа). Жители — до 1724 года ясачные, до 1835 года — государственные, до 1863 года — удельные крестьяне; занимались земледелием, животноводством, кузнечным, бондарным, портняжным, шерстобитным, шерсточесальным и отхожими промыслами. В 1896 году открыта церковно-приходская школа. В 1930 году образован колхоз «Яуши».

## Название
Название деревни произошло от имени Яуш / Явăш.
Исторические и прежние названия
Исторические: Новые Высли; Полевая Яушева тож на речке Хундурле. Прежнее: Полевое Яушево (1917).

## Население
| 2010 | 2012 | 2013 | 2014 | 2015 |
| ---- | ---- | ---- | ---- | ---- |
| 284  | ↗303 | ↘287 | →287 | ↘272 |

Гендерный состав
По данным Всероссийской переписи населения 2010 года в гендерной структуре населения мужчины составляли 49,6 %, женщины — соответственно 50,4 %.
Национальный состав
Согласно результатам переписи 2002 года, в национальной структуре населения чуваши составляли 97 % из 271 человек.

## Инфраструктура
Функционирует СХПК «Дружба» (по состоянию на 2010 год). Имеются школа, детский сад, спортплощадка, 2 магазина.

## Памятники и памятные места
- Мемориальные доски павшим воинам Великой Отечественной войны (ул. Подгорная, д. 1)[13].

## Уроженцы
- Ыдарай Николай Васильевич (Васильев Николай Васильевич) (1925, Полевые Яуши, Батыревский уезд — 2005, Новочебоксарск) — детский писатель, собиратель текстов чувашского фольклора, член Союза писателей России (1991).